# Antonio Sanabria
Arnaldo Antonio Sanabria Ayala (* 4. März 1996 in San Lorenzo) ist ein paraguayischer Fußballspieler. Er ist für den FC Turin und die paraguayische Nationalelf als Stürmer aktiv.

## Karriere
In seiner Heimatstadt San Lorenzo begann Sanabria zunächst eine Futsal-Karriere und startete 2004 seine Fußballlaufbahn bei Club Cerro Porteño. 2007 zog seine Familie nach Spanien und er führte seine Karriere bei La Blanca Subur, einem Verein aus dem katalanischen Ort Sitges, fort. 2009 trat Sanabria im Alter von 13 Jahren der Jugendakademie La Masia des FC Barcelona bei.
Zur Saison 2013/14 wurde er in die B-Mannschaft des Vereins befördert. Sein Profidebüt feierte er am 7. Spieltag bei der 0:1-Niederlage gegen RCD Mallorca. Knapp zwei Monate später erzielte er beim 1:2 gegen UD Las Palmas sein erstes Tor für Barça B.
2014 wechselte Sanabria nach Italien zunächst zu US Sassuolo Calcio und im Anschluss zu AS Rom. Im Sommer 2015 wurde er für eine Spielzeit nach Spanien an Sporting Gijón verliehen. Nach Ablauf der Leihe verließ er Rom dauerhaft und schloss sich Betis Sevilla an. Zwischen Anfang 2019 und Sommer 2020 spielte er auf Leihbasis für CFC Genua. Seit Januar 2021 steht er beim FC Turin unter Vertrag.

### Nationalmannschaft
2013 nahm er mit der U-20-Auswahl Paraguays an der Junioren-WM in der Türkei teil, wo seine Mannschaft im Viertelfinale gegen den Irak ausschied.
Am 14. August 2013 debütierte Sanabria als 17-Jähriger für die paraguayische Nationalmannschaft beim 3:3 gegen Deutschland. Er ist damit der jüngste Debütant in der Geschichte Paraguays.